# Hermann Struck
Hermann Struck (Berlino, 6 marzo 1876 – Haifa, 11 gennaio 1944) è stato un pittore e incisore tedesco, conosciuto per le sue incisioni all'acquaforte.
Il suo nome ebraico era Chaim Aaron ben David. Si formò alla scuola di pittura di Max Koner (1854-1900). Struck era di religione ebraica e raffigurò nelle sue opere ebrei che esprimono dolore e venerazione patriarcale, perché portano sul viso tutta la memoria di una vita. Egli ritrasse anche vecchi contadini; non amava riprodurre il pieno sole, ma preferiva i tramonti e le nebbie. I giovani che egli raffigurò nelle sue opere sono pensosi perché Struck sente il mistero del loro animo. L'opera di questo acquafortista ci mostra dunque vecchi ebrei e vecchi lavoratori, qualche giovane col viso triste, varie località (Paesi Bassi, Venezia, via Appia), ritratti di pensatori e di scienziati, impressioni d'Oriente, vita moderna della città che lavora.

## Alcune opere
- Rabbino con Talmud, acquaforte
- Kopf eines Juden, acquaforte
- Alter Jude aus Jaffa, acquaforte
- Lago di Berlino, acquaforte